# وبا در ایران

## فراگیری
وبا یکی از بیماری‌های خطرناک و همه‌گیر در دوره قاجار به شمار می‌رفت. این بیماری مهلک که به «مرض موت» یا «مرگا مرگی» نیز معروف بود،این وبا از راه بوشهر به دالکی و از آنجا به شیراز رسید و از شیراز نیز به مرکز ایران انتقال یافت.

### وبابه همراه قحطی
در طول سال ۱۲۸۷ قمری وبا بار دیگر شیوع یافت اما این بار با قحطی انگلیس هم همراه آن بود. شدت این بیماری به گونه ای بود که  محمدحسن امین الضرب می نویسد: روزی ۱۰۰ تا ۱۵۰ تن می مردند و در سال بعد وبا همچنان در تهران روزی ۲۰۰ تا ۴۰۰ تن از مردم را در کوچه و بازار و محله ها به کام مرگ می کشاند.

### وبای سخت ۱۳۰۹قمری
در سال ۱۳۰۹ قمری وبای سختی در بادکوبه شیوع یافت و از حاجی طرخان به رشت رسید و از آنجا به سمنان و دامغان و یک سال بعد در تهران شیوع پیدا کرد. این وبا چنان وحشتناک بود که  طولوزان می نویسد: در مدت ۳۰ سال که من در ایران بودم، این سخت ترین و گسترده ترین وبایی بود که شاهدش بودم. بنابراین کسی امید یک ساعت زنده ماندن نداشت.